# Ingemar Hedberg
Ingemar Hedberg   (Örebro, 8 de març de 1920 - Estocolm, 19 de maig de 2019) fou un piragüista en aigües tranquil·les suec que va competir durant les dècades de 1940 i 1950.
El 1952 va prendre part en els Jocs Olímpics d'Estiu de Hèlsinki, on va guanyar la medalla de bronze en la prova del K-2, 1.000 metres del programa de piragüisme. Formà equip amb Lars Glasser.
En el seu palmarès també destaquen tres medalles d'or al Campionat del Món en aigües tranquil·les de 1950.